# Diamond DA62
Diamond DA62 (ranije DA52) dvomotorni je zrakoplov austrijskog proizvođača zrakoplova Diamond Aircraft. Nudi se kao sportski zrakoplov, laki poslovni zrakoplov i kao laki izviđački zrakoplov.
Diamond DA62 drugi je višemotorni zrakoplov koji ova tvrtka proizvodi. Sadrži elemente modela DA50, te dvomotornog DA42, dok je osnovna struktura trupa preuzeta od DA50. Prema izvješću proizvođača, letjelica je razvijena u šest mjeseci. Zrakoplov je certificiran za službu u Europskoj Uniji 2015., a u Sjedinjenim Američkim Državama krajem veljače 2016. 
Kao pogoni koriste se dva motora Austro Engine AE330 koji rade na dizel gorivo.

## Tehničke specifikacije
|                     | Podaci                                             |
| ------------------- | -------------------------------------------------- |
| Posada              | 1 – 2 pilota                                       |
| Putnika             | 4/5/6                                              |
| Duljina             | 9,19 m                                             |
| Raspon krila        | 14,70 m                                            |
| Visina              | 2,82 m                                             |
| Površina krila      | 17,10 m²                                           |
| Prazna masa         | 1517 kg                                            |
| Maks. početna masa  | 2300 kg (5 sjedala se mogu registrirati s 1999 kg) |
| Brzina krstarenja   | 325 km/h                                           |
| Najveća brzina      | 372 km/h (201 kn)                                  |
| Maks.visina leta    | 6096 m                                             |
| Domet               | 2380 km                                            |
| Kapacitet spremnika | 326L                                               |
| Motor               | 2 diesel motora Austro Engine AE330 od 134 kW      |
| Cijena              | 920 000 eura                                       |

## Vanjske poveznice
- Diamond DA62 na mrežnoj stranici proizvođača.